# Werner Schwaderlapp

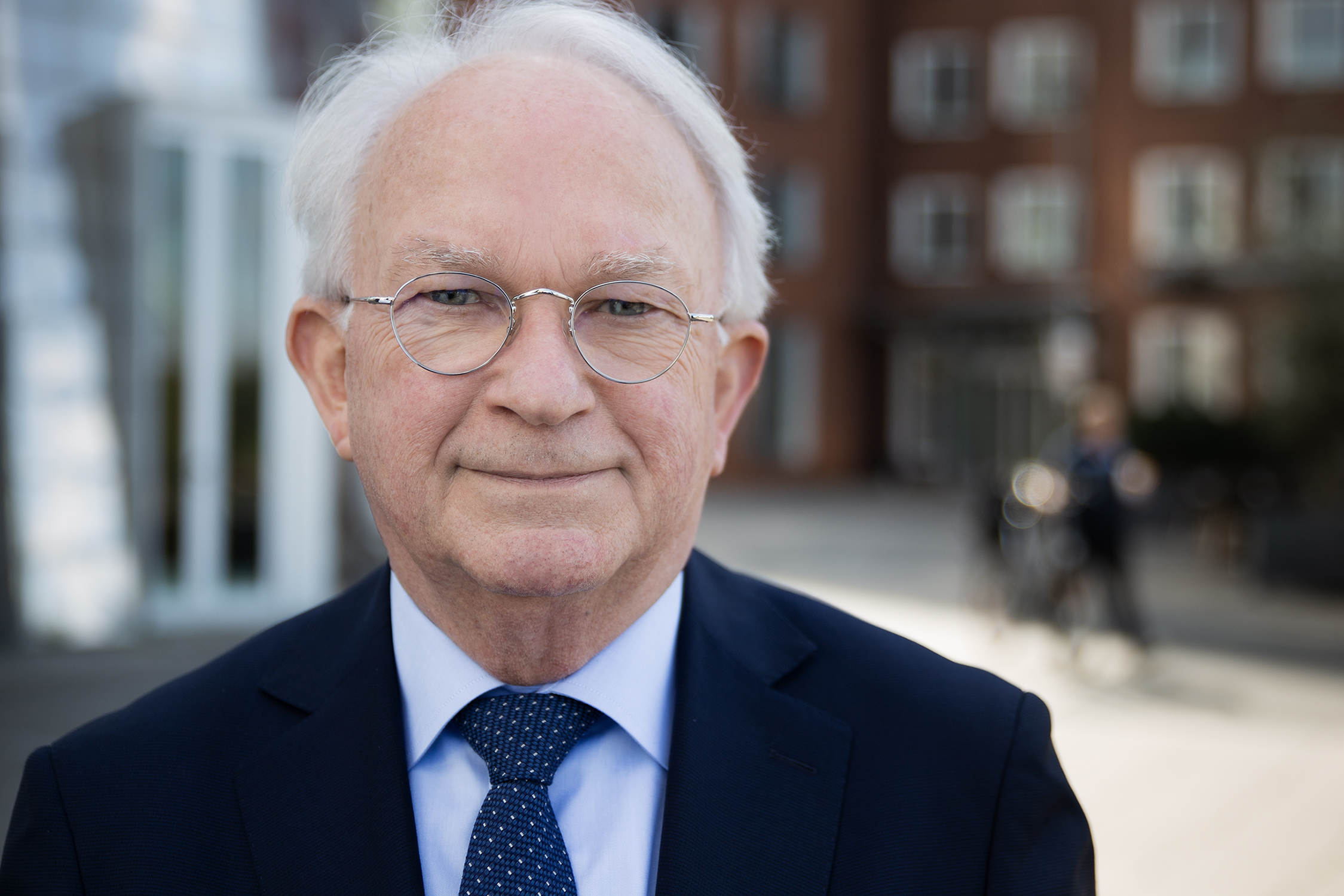
WernerSchwaderlapp – Vorsitzender der Medienkommission der Landesanstalt für Medien NRW

Werner Schwaderlapp (* 24. Februar 1950 in Ransbach/Westerwald) ist ein deutscher Medienexperte, Professor für Medienmanagement und Vorsitzender eines Gremiums der öffentlich-rechtlichen Medienaufsicht: der Medienkommission der Landesanstalt für Medien Nordrhein-Westfalen. Darüber hinaus ist er Aufsichtsratsvorsitzender der Film- und Medienstiftung NRW.

## Biografie
Werner Schwaderlapp studierte Philosophie, Publizistik und Volkswirtschaftslehre in Frankfurt am Main, Tübingen und Mainz und promovierte 1977 zum Dr. phil.
Ab 1978 war er für das ZDF tätig, zunächst als Assistent des Programmdirektors. 1982 baute er die neue Abteilung Unternehmensplanung auf, der neben Marktbeobachtung und Zuschauerforschung die Strategieentwicklung sowie die Planung von Satellitenprogrammen (3sat) und die Organisation einer internationalen Koproduktionsgemeinschaft oblagen. Als Hauptabteilungsleiter Programmplanung war er ab 1987 für die Sendeplanung, das Programmbudget, die Produktionsplanung und die Medienforschung zuständig. Nach Abschluss des Advanced Management Program an der Harvard Business School wurde er 1993 Gründungsgeschäftsführer der ZDF Enterprises GmbH, die Programmeinkauf, Verkauf, Koproduktionen und Merchandising für das ZDF managte; er entwickelte darüber hinaus neue Geschäftsfelder wie Videovermarktung, Multimedia, Musikverlag, Screen Design, Spielfilmhandel, digitales Fernsehen und internationale Programmentwicklung mit Büros in München und New York.
Ab 1998 war er für Endemol Deutschland tätig und organisierte als Aufsichtsratsvorsitzender der Tochterfirma Helkon Media AG deren erfolgreichen Börsengang sowie 2000 den Verkauf der Endemol-Anteile. 2000 wurde er Geschäftsführer der Endemol Entertainment Productions GmbH Köln, die ca. 30 Programmformate produzierte. Danach war er bis 2003 als Geschäftsführer der Endemol Deutschland Holding GmbH tätig.
Er war 2003 Mitgründer der Kölner Hochschule Fresenius für Wirtschaft und Medien sowie des dortigen Medien Management Instituts und war dort bis 2017 als Professor für Medienmanagement tätig. Der Mitgründer von „Web de Cologne e. V.“ (Branchennetzwerk der Internetwirtschaft im Raum Köln) ist seit 2014 Aufsichtsratsvorsitzender der Film- und Medienstiftung NRW und Vorsitzender der Medienkommission der Landesanstalt für Medien NRW. Zwischen Januar 2018 und Dezember 2021 war er zudem Vorsitzender der Gremienvorsitzendenkonferenz der deutschen Medienanstalten (GVK).
In seiner Tätigkeit als Vorsitzender von Landes- und Bundesgremium der Medienaufsicht setzt er sich unter anderem für die Entwicklung und Umsetzung von neuen Regelungsinstrumenten für eine konvergente Medienwelt ein, vor allem für transparente und diskriminierungsfreie Geschäftsmodelle marktmächtiger Online-Plattformen, sowie für die Sicherstellung staatsferner Aufsichtsstrukturen und -regelungen. 2019 beauftragte er für die GVK ein Gutachten, im Rahmen dessen Prof. Dr. Dieter Dörr die regulatorische Relevanz der Organisation massenhafter Individualkommunikation untersuchte. 2020 ließ die GVK eine weitere Untersuchung durchführen, deren Ergebnisse und Handlungsempfehlungen einen wichtigen Beitrag zu einer strukturierten Diskussion möglicher Maßnahmen im Umgang mit Desinformation leisteten.
Einen weiteren Schwerpunkt seiner Arbeit bildet die Förderung von Qualitätsjournalismus und neuen Geschäftsmodellen für nationale, regionale und lokale Informationsangebote, unter anderem war er zwischen 2015 und 2019 Aufsichtsratsvorsitzender der gemeinnützigen Stiftung Vor Ort NRW.LfM-Stiftung für Lokaljournalismus gGmbH, die 2020 in das Journalismus Lab der LFM NRW überging. Darüber hinaus ist er als Vorsitzender des Aufsichtsrats der Film- und Medienstiftung NRW involviert beim Erhalt und der Weiterentwicklung der Film- und Medienkultur und -wirtschaft in Nordrhein-Westfalen.

## Mitgliedschaften
- Mitglied in der Medienkommission der Landesanstalt für Medien NRW seit Januar 2010, entsandt von den Industrie- und Handelskammern in Nordrhein-Westfalen.
- Von 2018 bis 2021 Vorsitzender der Gremienvorsitzendenkonferenz der deutschen Medienanstalten (GVK).
- Seit 2014 Aufsichtsratsvorsitzender der Film- und Medienstiftung NRW.
- Mitglied des Ausschusses für Kommunikation und Medien des Deutschen Industrie- und Handelskammertages.
- Seit Juni 2018 Mitglied im Beirat Medien-Digital-Land NRW der nordrhein-westfälischen Landesregierung.

### Veröffentlichungen
- Werner Schwaderlapp: Management kreativitätsintensiver Prozesse. Theorien, Methoden, Software und deren Anwendung in der Fernsehindustrie. Hrsg.: Becker, Jörg, Schwaderlapp, Werner, Seidel, Stefan. 2012, ISBN 978-3-642-21678-7 (springer.com).
- Werner Schwaderlapp: Pflicht zur Vielfaltssicherung auch im Internet. Intermediäre und die Auswirkungen auf die Meinungsbildung. In: medienpolitik.net. 30. Juli 2019, abgerufen am 30. Juli 2019.
- Werner Schwaderlapp: Eigentum und Arbeit bei Oswald von Nell-Breuning: praxisorientierte Theorie, rekonstruiert und reflektiert in anthropologischer Absicht. Patmos Verlag GmbH + Co.K, 1980, ISBN 3-491-77328-8.

### Interviews
- Werner Schwaderlapp: Netzneutralität stellt die Weichen. (PDF) In: promedia. August 2015, abgerufen am 25. Juni 2020.
- Werner Schwaderlapp: Relevanz allein ist kein Kriterium für Vielfalt. In: promedia. August 2015, abgerufen im Juli 2018.
- Werner Schwaderlapp: Folge 24 "Auf einer Welle": Kein Lokalfunk ohne LFM NRW. In: DJV NRW. 9. Juni 2020, abgerufen am 25. August 2020 (Interviewer: Sascha Fobbe).
- Werner Schwaderlapp: Desinformation ist kein Kavaliersdelikt. In: medienpolitik.net. 14. Oktober 2020, abgerufen am 1. Juni 2021 (Interviewer: Helmut Hartung).